# Jani Korpela
Jani Korpela (ur. 8 lipca 1997 w Tampere) – fiński futsalista, zawodnik z pola, reprezentant Finlandii, obecnie zawodnik Inter Movistar.
Jest wychowankiem FS Ilves Tampere, z którym zdobył młodzieżowe mistrzostwo Finlandii. W latach 2014–2016 występował w pierwszym zespole tego klubu, z którym zdobył wicemistrzostwo Finlandii oraz zajął trzecie miejsce w lidze. W 2015 roku był testowany przez hiszpańskie ElPozo Murcia. W latach 2016–2019 z Kampuksen Dynamo sięgnął po wicemistrzostwo oraz dwa mistrzostwa swojego kraju. Od 2019 roku jest zawodnikiem polskiego Rekordu Bielsko-Biała, z którym w pierwszym sezonie zdobył Superpuchar i mistrzostwo Polski.
W 2014 roku, w wieku 17 lat zadebiutował w narodowej kadrze Finlandii.